# Генрих VI, часть 3
«Ге́нрих VI, часть 3» (англ. Henry VI, Part 3) — историческая хроника Уильяма Шекспира, третья часть драматической трилогии о царствовании в Англии Генриха VI Ланкастерского, написанная предположительно в 1590 или 1591 году. Относится к раннему периоду творчества Шекспира.

## Сюжет
Действие пьесы происходит во время Войн Алой и Белой розы. Главная цель Шекспира в этой пьесе — показать, как дом Ланкастеров несёт кару за узурпацию престола в 1399 году. Действие начинается в 1455 году, сразу после первой битвы при Сент-Олбансе, в которой Ричард Йоркский разбил королевскую армию. Генрих VI соглашается признать Ричарда своим наследником, тот вскоре погибает в битве при Уэйкфилде (в изображении Шекспира герцог оказывается в плену, и его убивают Клиффорд и Маргарита Анжуйская).
Во втором акте коротко сообщается о победах сына Ричарда, Эдуарда, при Мортимерс-Кросс и Сент-Олбансе. В течение четырёх сцен происходит битва при Таутоне, в которой Эдуард снова разбивает Ланкастеров. Клиффорд погибает в бою, Генрих VI спасается бегством. В третьем акте он в одиночестве ходит по лесу, предаваясь раздумьям, и его берут под стражу йоркисты. Тем временем Эдуард, уже коронованный, решает жениться на незнатной даме Елизавете Вудвилл, а его брат Ричард готов интриговать, чтобы добиться короны для себя.
Дальше действие происходит при французском дворе. Маргарита Анжуйская добивается от Людовика XI помощи против Йорков. Уорик прибывает в Париж, чтобы просить руки Бонны Савойской для Эдуарда, но внезапно узнаёт, что тот женился на Елизавете Вудвилл. Считая это личным оскорблением, Уорик тут же заключает союз с Маргаритой. На сторону Ланкастеров переходит и брат Эдуарда Кларенс, недовольный возвышением Вудвиллов. Начинается новая война. Уорик погибает при Барнете, вскоре в Англии высаживается Маргарита Анжуйская, и при Тьюксбери происходит решающая битва. Эдуард побеждает, сына Маргариты и Генриха VI, принца Уэльского, убивают у неё на глазах Эдуард, Кларенс и Глостер.
Генриха VI убивают в Тауэре по приказу Эдуарда. Последний в финальной сцене перечисляет всех убитых врагов и говорит, обращаясь к сыну, что воевал ради него.
Исследователи отмечают, что в этой пьесе, как и в других исторических хрониках, Шекспир очень вольно обращался с историческими фактами: он менял хронологию, когда этого требовало действие, прибегал к явному вымыслу, в ряде случаев ошибался. Ричарда Глостерского (впоследствии короля Ричарда III) он изобразил как злодея, очень рано начавшего играть ключевую роль в исторических событиях.

## История текста
Третья часть «Генриха VI» стала одной из самых первых пьес Шекспира. Литературоведы относят её к первому этапу творчества драматурга наряду с ещё тремя историческими хрониками, трагедией «Тит Андроник» и обеими поэмами. При этом нет точных данных о времени написания и о порядке создания трёх частей трилогии. Многие исследователи поддерживают гипотезу Чеймберса, согласно которой третья часть «Генриха VI» была создана второй по счёту (сразу после второй части), в 1590 или 1591 году. Их оппоненты, исходя из стиля пьес, более архаичного в первой части, настаивают на том, что трилогия создавалась по порядку.